# Производство кофе на Кубе

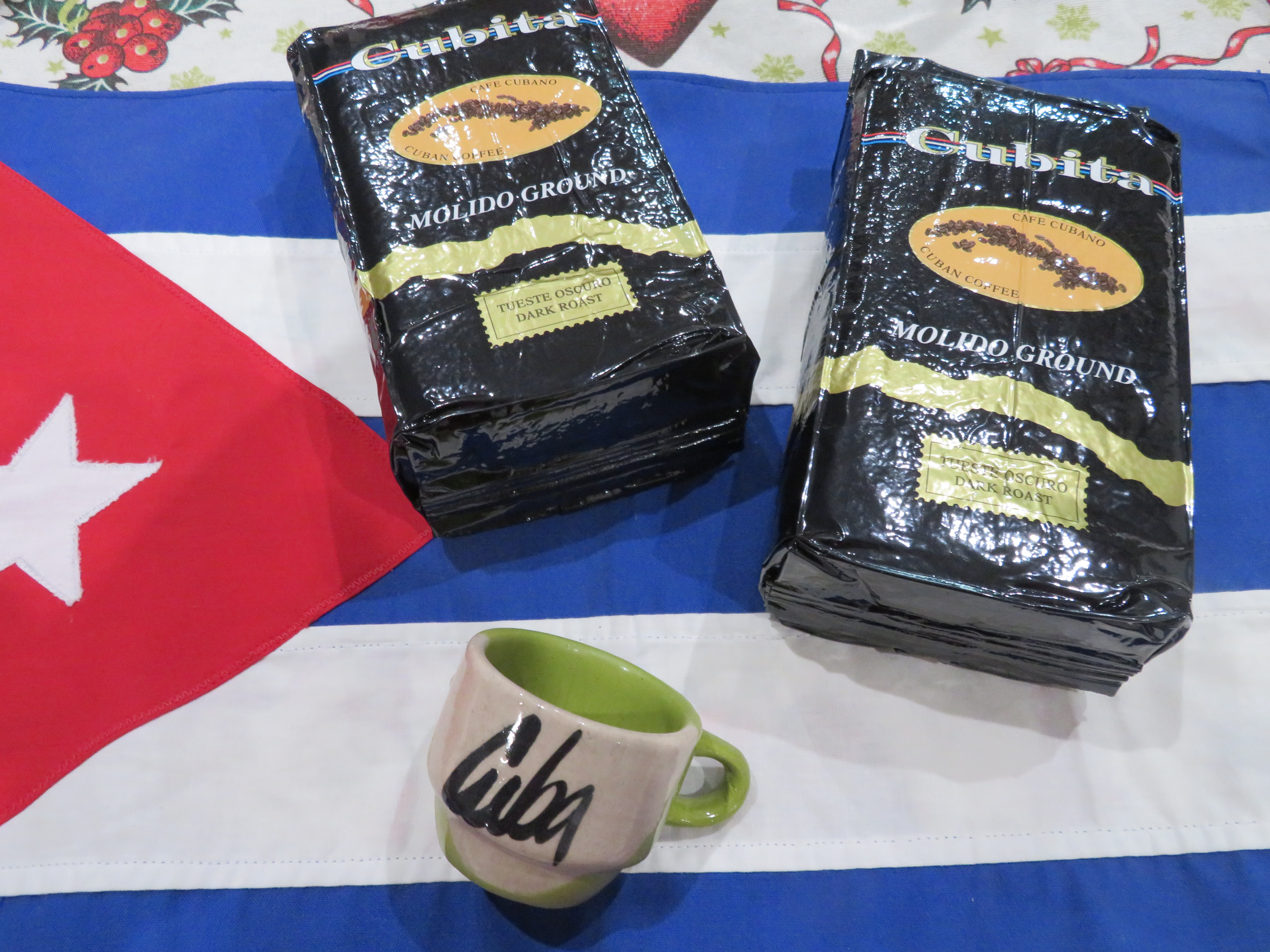
Кофе кубинского производства

Производство кофе на Кубе — составная часть сельского хозяйства и одна из значимых отраслей экономики Кубы.

## История
Выращивание кофе на острове началось в XVIII веке. Первые кофейные плантации были заложены на рубеже XVIII—XIX вв., когда Куба являлась колонией Испании. К концу XIX века кофейные плантации являлись одной из важных отраслей экономики, но объёмы производства и значение отрасли к этому времени снизились.
Поскольку кофейное дерево требует повышенной влажности воздуха и затенённости, кофейные плантации создавались в основном в горных районах острова (на склонах гор и в межгорных долинах). Сбор кофе является очень трудоёмким процессом, на Кубе он предшествует началу уборки сахарного тростника.
После начала первой мировой войны в 1914 году (и особенно после объявления Германией «неограниченной подводной войны» в 1915 году) экспорт кубинских товаров (в том числе, кофе) в Европу оказался затруднён.

По состоянию на начало 1930-х годов Куба представляла собой типичную тропическую полуколониальную страну. Основой экономики являлось монокультурное сельское хозяйство. Основными экспортными товарами являлись тростниковый сахар и табак (в 1934 году они составляли свыше 90 % объёма экспорта), в меньшей степени — кофе, какао, тропические фрукты (бананы, ананасы, грейпфруты и др.), кокосовые орехи и ценные породы дерева. При этом, посевы зерновых для внутреннего употребления были сравнительно невелики, и не обеспечивали потребности страны в продовольствии (35 % импорта составляли продукты питания).

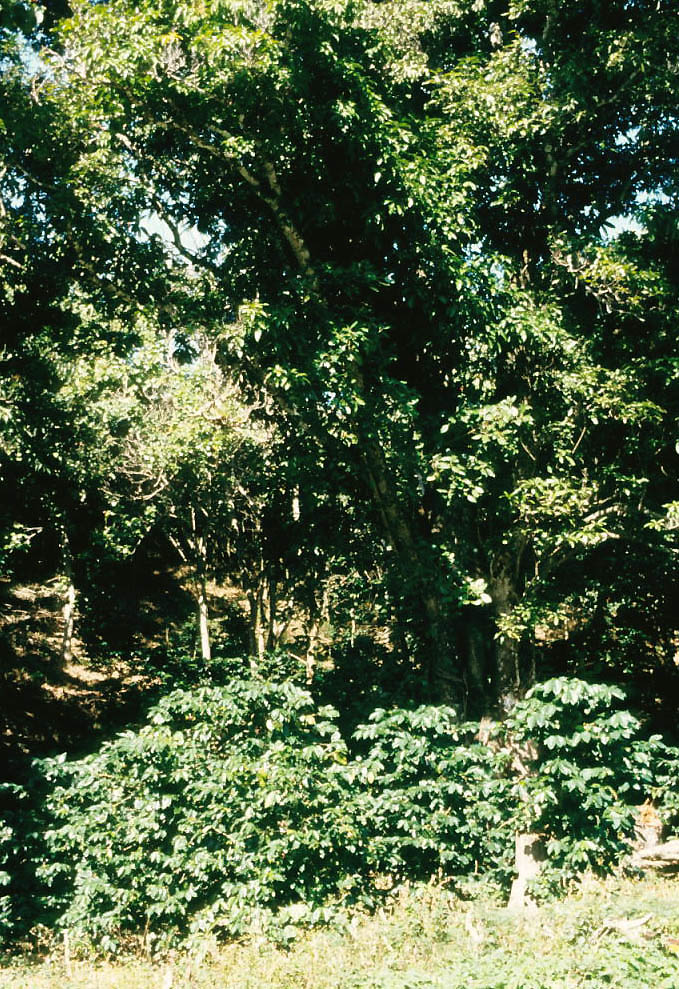
Саженцы кофе, высаженные в тени других деревьев в провинции Санкти-Спиритус (декабрь 1983 года)

После начала в сентябре 1939 года второй мировой войны экспорт кубинских товаров (в том числе, кофе) в Европу вновь оказался затруднён, влияние европейских стран на Кубу стало снижаться (а влияние США — увеличиваться). К началу 1950-х годов под кофе находилось 4,5 % всех обрабатываемых сельскохозяйственных земель страны.

### 1959—1991
После победы Кубинской революции в январе 1959 года США прекратили сотрудничество с правительством Ф. Кастро и стремились воспрепятствовать получению Кубой помощи из других источников. Власти США ввели санкции против Кубы, а 10 октября 1960 года правительство США установило полное эмбарго на поставки Кубе любых товаров (за исключением продуктов питания и медикаментов).
С 1960-х годов началась механизация сельского хозяйства. 20 февраля 1962 года была создана Академия наук Кубы (в составе которой было создано отделение сельского хозяйства).

В 1966 году положение в сельском хозяйстве страны осложнилось в связи с ущербом, нанесённым циклонами «Альма» (в июне 1966 года) и «Инес» (в сентябре — октябре 1966 года). В середине 1967 года на равнинах вокруг Гаваны началось создание пояса «Зелёный кордон» в виде подковы, обращённой к морю, в котором были основаны питомники кофе и кофейные плантации. В дальнейшем, «кордон» стал вторым районом выращивания кофе в стране.

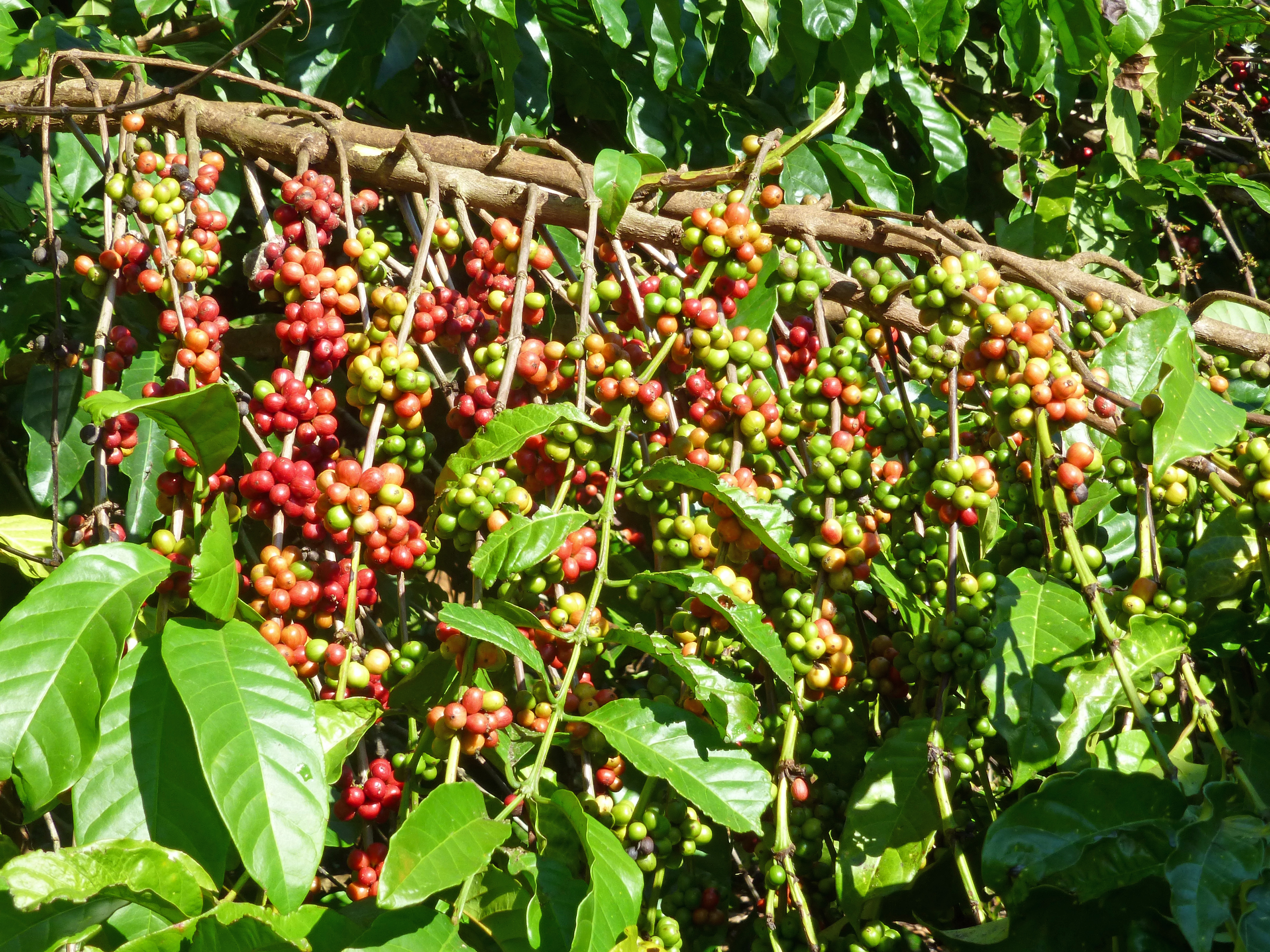
Плоды кофе «робуста» в долине Виньялес (январь 2015 года)

### После 1991
Распад СССР и последовавшее разрушение торгово-экономических и технических связей привело к ухудшению состояния экономики Кубы в период после 1991 года. Правительством Кубы был принят пакет антикризисных реформ, введён режим экономии.
В октябре 1992 года США ужесточили экономическую блокаду Кубы и ввели новые санкции (Cuban Democracy Act).
В ноябре 1992 года для продолжения самостоятельных исследований в области растениеводства при университете Лас-Вильяс был создан Институт биотехнологий растений (Instituto de Biotecnología de las Plantas), одним из основных направлений деятельности которого в первые годы стало создание новых сортов картофеля, кофе и бананов.
12 марта 1996 года конгресс США принял закон Хелмса-Бёртона, предусматривающий дополнительные санкции против иностранных компаний, торгующих с Кубой. Судам, перевозящим продукцию из Кубы или на Кубу, запрещено заходить в порты США.
В 1998 году министерство сельского хозяйства Кубы начало издание научного журнала «Café Cacao», посвященного вопросам выращивания кофе и какао.
В середине 2000-х годов площади под кофе составляли 136,3 тыс. гектаров. Урожай кофе 2006/2007 года составил 8,4 тыс. тонн. Начавшийся в 2008 году всемирный экономический кризис и тропические ураганы («Долли» и «Густав» летом 2008 года, «Айк» в сентябре 2008 года) осложнили положение в сельском хозяйстве, урожай кофе 2007/2008 года составил 6,4 тыс. тонн.

В 2012 году ураганы «Исаак» (в августе 2012 года) и «Сэнди» (в октябре 2012 года) причинили значительный ущерб кофейным плантациям страны, урожай 2013/2014 года составил всего 6211 тонн. Правительством была принята программа восстановления плантаций (на которых были высажены новые саженцы) и увеличения закупочных цен на кофе.

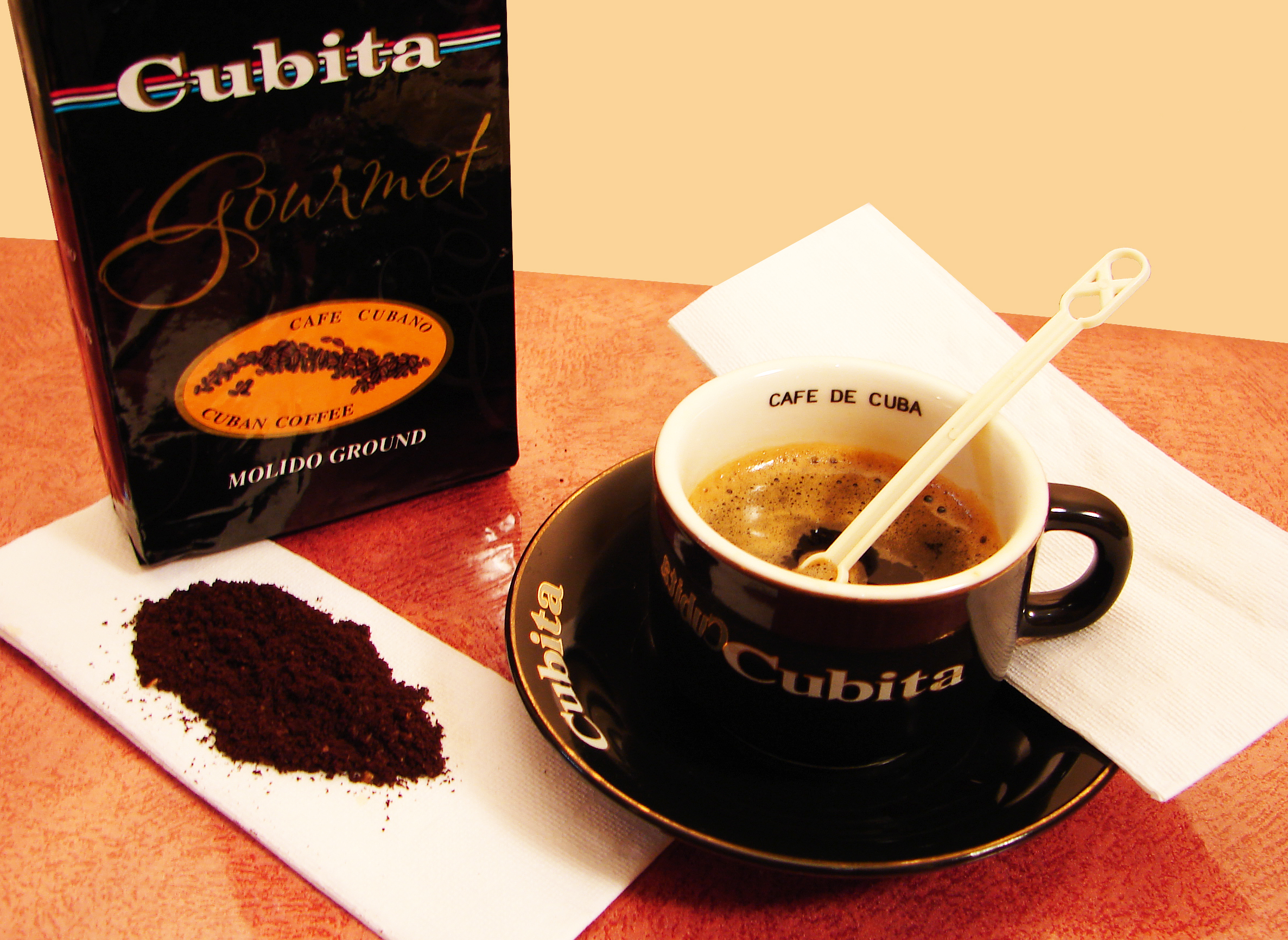
Упаковка молотого кофе «Cubita Gourmet» кубинского производства

Осенью 2020 года ураган «Эта» нанёс ущерб сельскому хозяйству страны, пострадали 12 культур (утраченной оказалась часть урожая бананов, табака, кофе, какао, помидоров, фасоли, бониато, маниока, кукурузы и риса).

## Современное состояние
Кофе выращивают на горных красных почвах. Исторически основное производство кофе было сосредоточено в восточных районах острова (горы Сьерра-Маэстра, районы Гуантанамо и Баракоа), позднее кофе начали выращивать в горных районах Сьерра-де-Тринидад (в центре острова) и Сьерра-дель-Росарио (на западе). На рубеже 1960—1970-х годов началось создание второго района производства на равнинах в районе Гаваны («кордон», Хагуэй-Гранде, Кивикана и др.).
Поскольку кофе является одной из важнейших экспортных культур страны, почти весь урожай идёт на экспорт через компанию «Cubaexport» (структурное подразделение министерства внешней торговли Кубы).